# Mirta Vanni
Mirta Genoveva Vanni Ravenna (Carmelo, 3 de enero de 1924-Montevideo, 22 de marzo de 2025) fue una aviadora y funcionaria uruguaya, primera mujer piloto profesional de su país.

## Biografía
Vanni nació el 3 de enero de 1924 en Carmelo, Colonia, como hija única de un inspector de aduanas y una modista. Tras la muerte de su padre en 1937, se mudó junto a su madre a Montevideo, donde cursó sus estudios secundarios. Desde una edad temprana se interesó por la aviación, y en 1941, en el marco de la Segunda Guerra Mundial, se inscribió en los servicios voluntarios del Estado, donde realizó cursos de enfermería de avión. Posteriormente, gracias a becas destinadas a enfermeras de avión, realizó un curso de piloto amateur a los dieciséis años y, poco después, completó el curso profesional, lo que la convirtió en la primera mujer piloto profesional del Uruguay.

## Ámbito aéreo
En 1944, a los veinte años y un año después de haber obtenido el brevet profesional de piloto, se presentó a un llamado de la aerolínea nacional PLUNA. Sin embargo, su postulación fue rechazada por el encargado de selección de personal, de nacionalidad estadounidense, quien desestimó su postulación por considerar que el rol de piloto no debía ser desempeñado por una mujer.
Tras su rechazo como piloto en la aerolínea PLUNA, en 1946 se incorporó a la plantilla del Servicio Aéreo del Ministerio de Ganadería, Agricultura y Pesca. En el contexto de una invasión de langostas en el medio rural, Vanni fue la responsable de trasladar a Uruguay, desde Estados Unidos, uno de los dos aviones de uso agrícola adquiridos por el Gobierno para combatir la plaga. Además, participó en las tareas de fumigación, piloteando la aeronave en operativos realizados en la zona este del país. Realizó cursos de mantenimiento de aviones y en 1951 se convirtió en la primera jefa mujer del Servicio Aéreo del ministerio, cargo en el que realizó misiones de fertilización y fumigación, así como vuelos oficiales de autoridades.
Durante las Inundaciones de abril de 1959, prestó servicio en vuelos de ayuda humanitaria, dedicados al traslado de personas desplazadas y al transporte de suministros hacia las zonas afectadas. Durante los últimos años de su carrera se desempeñó en tareas vinculadas a la aviación en la agricultura y a la gestión de servicios aéreos del Gobierno uruguayo, así como a la instrucción de vuelo. Vanni se retiró en 1985, habiendo acumulado más de siete mil horas de vuelo en más de 43 años de servicio.
En 1995 fue una de las primeras mujeres uruguayas en pilotear un avión de combate, al volar un Cessna A-37 Dragonfly perteneciente al Escuadrón Aéreo N.° 2 durante un acto de homenaje realizado en la Brigada Aérea I.  Vanni falleció el 22 de marzo de 2025 a los 101 años, en Montevideo.